# Vardo (veicolo)

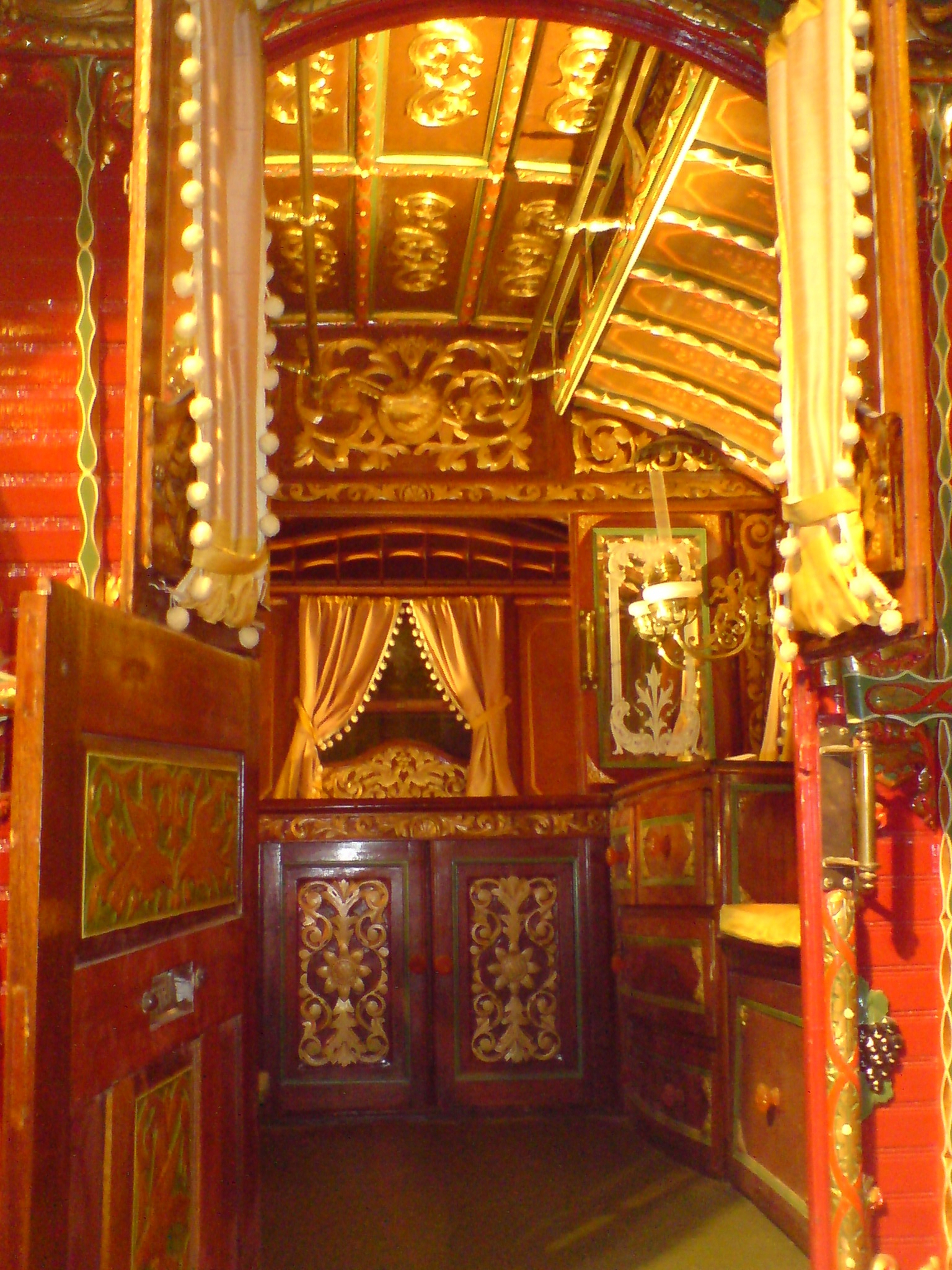
Interno di un vardo Reading, utilizzato dai rom britannici (Romanichal), donato a un museo da una famiglia di Rhu.

Un vardo (o semplicemente "carro", "furgone" o "roulotte") è un tradizionale carro trainato da cavalli utilizzato da nomadi Romanichal britannici come propria abitazione. Possedendo un camino, è comunemente pensato per essere altamente decorato, finemente intagliato, brillantemente dipinto e persino dorato. La tradizione del vardo del nomade romanichal è vista come un'importante vetta culturale sia del design artistico sia dell'arte della falegnameria. Il periodo di massimo splendore del vardo durò per circa 70 anni, dalla metà del 1800 ai primi due decenni del ventesimo secolo. Oggi non sono più utilizzati per viverci tutto l'anno, sono esposti alle fiere del cavallo che si tengono durante tutto l'anno, la più nota delle quali è Appleby Horse Fair.

## Aspetto
Il vardo è caratterizzato da grandi ruote poste all'esterno del corpo principale, i cui lati si inclinano considerevolmente verso l'esterno mentre si alzano verso il cornicione. Al di là di questa caratteristica, i sei tipi di roulotte si differenziano per forma, dimensioni, posizionamento delle ruote rispetto al letto, luogo di realizzazione e produttore. I tetti dei tipi bow-top e open-lot sono tele tese su cornici di legno curve; gli altri sono coperti in legno. A metà del XIX secolo, i design erano quasi interamente standardizzati e alcune caratteristiche sono comuni a tutti i tipi. La porta è quasi sempre nella parte anteriore.
La piccola stufa in ghisa fu inventata in America ed era disponibile lì ed in Gran Bretagna a partire dal 1830 circa ed è un dispositivo comune dei carri. Una stufa ha bisogno di un camino per sfogare il fumo, che è sempre sul lato sinistro della roulotte, visto dalla sua porta d'ingresso; mentre la carovana viaggia lungo il lato sinistro della strada, il camino in quella posizione corre meno rischi di essere danneggiato dai rami degli alberi a bordo strada. La stufa soggiace in un camino a legna.
L'interno del vagone è in genere attrezzato con sedili, armadi, guardaroba, cuccette nella parte posteriore della roulotte, una cassettiera e un armadio di porcellana con facciata in vetro. Ci sono finestre sul lato sinistro e posteriore. Alcuni tipi hanno dei cleristori che lasciano entrare luce e aria. Una staffa per una lampada a olio è montata sulla cassettiera di fronte al camino; la parte superiore della cassa funziona da tavolo. Gli esterni dei carri possono variare da piuttosto semplici a intagliati in modo intricato, dipinti con colori vivaci e rivestiti con foglia d'oro.

## Storia

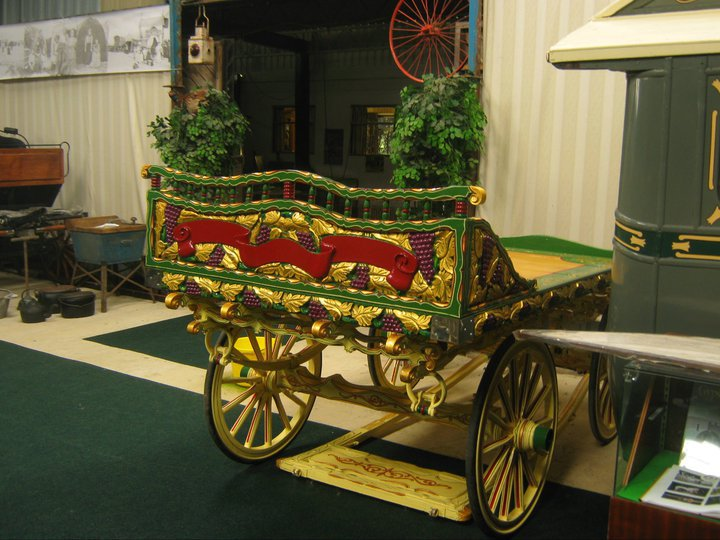
Carrello da trotto in stile romanichal.

I romanichal giunsero nelle Isole britanniche nel XVI secolo, ma non iniziarono a vivere nei vardo prima del 1850 circa. Prima di allora, viaggiavano su carrelli inclinati o a piedi e dormivano sotto o in questi carrelli o in piccole tende. Originariamente i romanichal viaggiavano a piedi, o con leggeri carri trainati da cavalli, tipici di altri gruppi romanì o costruivano tende "bender" - così chiamate perché fatte da rami morbidi che si piegavano verso l'interno per sostenere una copertura impermeabile. Il periodo di massimo splendore della carovana rom fu l'ultima parte del XIX secolo.
Inizialmente usando cavalli dismessi e persino muli per tirare i loro carri, i romanichal crearono gradualmente una razza di cavalli da traino conosciuta in vari modi come Gypsy Cob (UK, NZ), Gypsy Horse (US, UK, AU), Colored Cob (UK, Irlanda, parti dell'Europa continentale), Gypsy Vanner (USA, CAN), Tinker Horse (parti dell'Europa continentale) e Irish Cob (Irlanda).
I carri furono usati per la prima volta come forma di alloggio abitativo (anziché trasporto di persone o merci) in Francia nel 1810 da compagnie circensi non rom. Grandi carri di trasporto combinavano lo spazio di stivaggio e lo spazio abitativo in un solo veicolo e venivano trainati da squadre di cavalli. Nel XIX secolo i carri si rimpicciolirono, riducendo il numero di cavalli richiesti, e verso la metà della fine del XIX secolo (1840-1870), i romanì in Gran Bretagna iniziarono a usare vagoni che incorporavano spazi abitativi all'interno e aggiunsero un proprio stile caratteristico nella decorazione. In La bottega dell'antiquario (cap. XXVII), Charles Dickens descrisse il vagone ben arredato della signora Jarley:
"Metà ... era ricoperta da un tappeto, e così divisa all'altra estremità per ospitare un posto letto, costruito secondo la moda di un ormeggio a bordo della nave, che era ombreggiato, come le finestre, con tende bianche chiare . . . L'altra metà serviva da cucina ed era dotata di una stufa il cui piccolo camino attraversava il tetto. Aveva anche un armadio o una dispensa, diversi forzieri, una grande brocca d'acqua e alcuni utensili da cucina e stoviglie. Questi ultimi accessori erano appesi alle pareti, che in quella parte dello stabilimento dedicata alla dama della carovana, erano ornati da decorazioni più allegre e leggere come un triangolo e un paio di tamburelli."
Questi carri più piccoli erano chiamati "vardo" in lingua romanì (originata dalla parola osseta vurdon per "carrello"). I vardo rom si sono evoluti in alcune delle forme più avanzate di "vagoni mobili" e sono apprezzati per la loro praticità, nonché per l'aspetto estetico. Non esiste un simbolo rom più iconico o riconoscibile di un vardo romanì altamente decorato, e l'epoca del suo utilizzo è spesso chiamato affettuosamente "l'epoca dei carri" dai nomadi rom. I vardo erano in genere commissionati da famiglie o da coppie di sposi novelli a costruttori specializzati di carri. La costruzione del vardo richiedeva da sei mesi a un anno; una varietà di legni tra cui quercia, frassino, olmo, cedro e pino sono stati utilizzati nella loro costruzione. Apprezzati dai romanì e in seguito dai non romanì, compresi altri gruppi di nomadi, per la loro praticità e bellezza estetica, i vardo possono essere classificati in sei stili principali; questi sono il vagone Brush, Reading, Ledge, Bow Top, Open lot e Burton. Il design generale si è evoluto nel tempo e prende il nome dai proprietari della casa, per il loro stile tradizionale (Ledge), per la città della sua costruzione (Reading) o per il nome del costruttore.

### Carro Burton
Popolare tra i romanì e le famiglie circensi, il vagone Burton è il più antico esempio di carro usato come abitazione in Gran Bretagna. Originariamente non decorato, il vagone Burton si è evoluto in un elaborato vardo romanì, ma a causa delle sue ruote più piccole non era adatto per l'uso fuoristrada.

### Carro Brush
Il Brush o fen wagon ("carro palude") è costituito da un vardo standard, con lati dritti e le ruote situate all'esterno del corpo. Il Brush era simile nella costruzione del Reading, ma a differenza di altri stili, il vagone brush aveva due caratteristiche distinte: una mezza porta con persiane vetrate, situata sul retro del vardo, con una serie di gradini, entrambi disposti attorno al modo opposto di altri carri e mancava il mollycroft (lucernario) sul tetto. L'esterno è dotato di rastrelliere e custodie montate sul telaio esterno e sul metallo decorato del carro che consente al proprietario di trasportare oggetti commerciali come spazzole, scope, sedie di vimini e cestini. Inoltre, tre rotaie di ferro chiaro correvano intorno all'intero tetto, utilizzate per riporre merci più voluminose e talvolta insegne commerciali. I carri erano dipinti in modo elaborato e colorato.

### Carro Reading

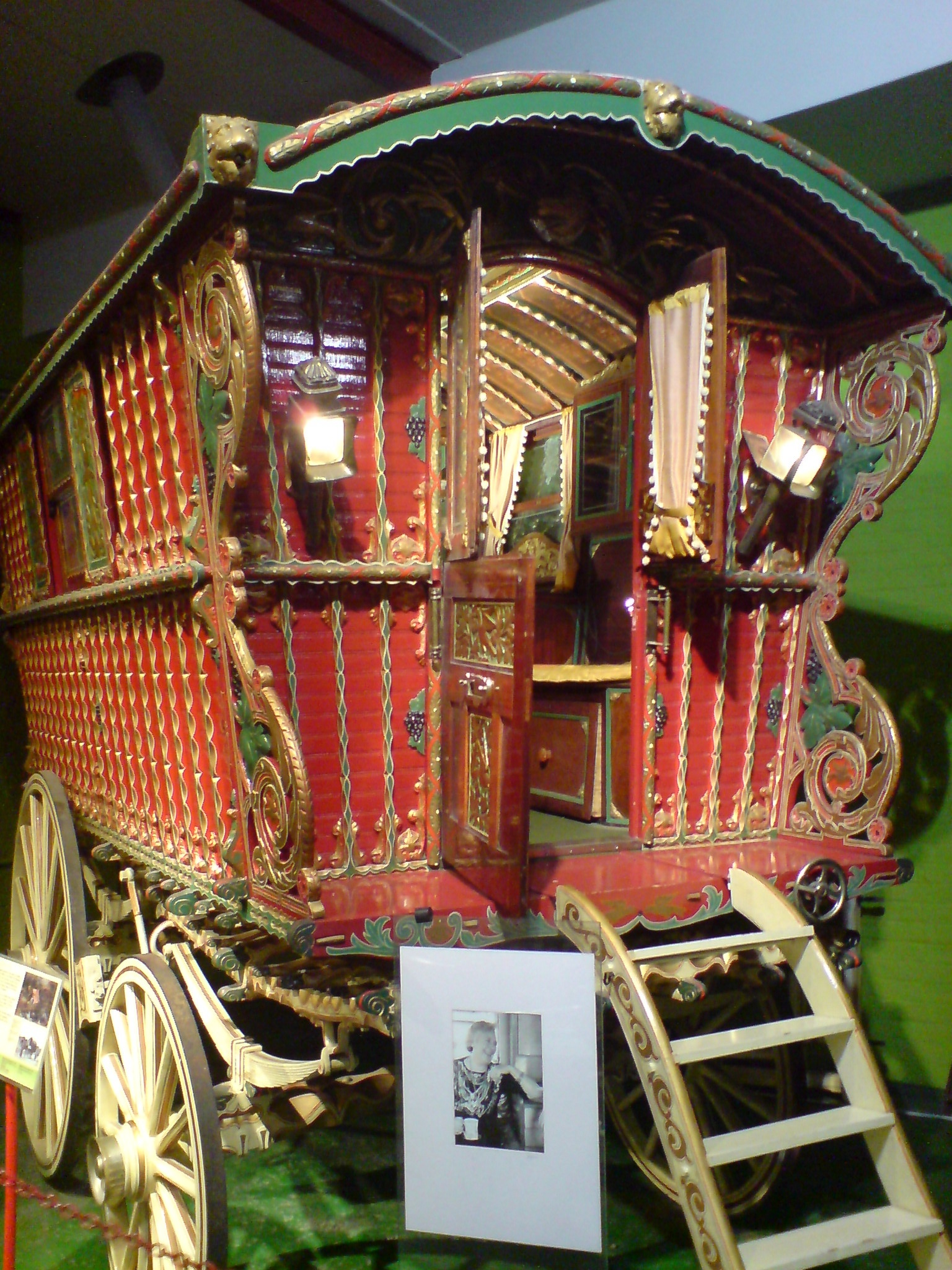
Vardo Reading, inizi del XX secolo.

Il Reading o kite wagon ("carro aquilone") è così chiamato per i suoi lati diritti che si inclinano verso l'esterno verso la grondaia, le ruote ad arco alte e il peso leggero relativo; non c'è altro vardo che incarna meglio l'epoca d'oro del viaggio a cavallo dei rom. Risale al 1870 e prende il nome dal costruttore originale Dunton and Sons of Reading. Il vagone era molto apprezzato dai romanì per il suo design estetico, la bellezza e la praticità di attraversare guadi, uscire di strada e passare su terreni accidentati, cosa che i vagoni a ruote più piccole come il Burton non erano in grado di fare. Il carro Reading è lungo 10 piedi (ca. 3 metri), con un portico sulla parte anteriore e posteriore. Le ruote posteriori erano 18 pollici (ca. 45 cm) più grandi di quelle sul davanti. All'inizio del XX secolo il design comprendeva lucernari rialzati.
Su entrambi i lati dello spazio da letto, erano comuni specchi bisellati spessi un quarto di pollice, che erano riccamente decorati. Armadi e sedili degli armadietti sono stati integrati per impedirne il movimento durante il viaggio. Le finestre laterali e posteriori erano decorate e chiuse, e il corpo del vardo stesso sarebbe stato originariamente realizzato con una bacheca di linguette e scanalature in rilievo, dipinta di rosso ed evidenziata in giallo e verde. Come con altri vardo, l'estensione dell'elaborata decorazione rispecchiava la ricchezza della famiglia, vantando teste di leone scolpite e doccioni; questi sarebbero stati dipinti d'oro o ampiamente decorati con foglia d'oro. Oggi, i carri Reading sopravvissuti sono pezzi preziosi in musei o collezioni private. Un buon esempio è nel Museo della vita rurale inglese dell'Università di Reading.

### Carro Legde

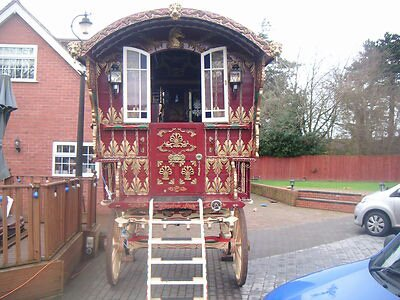
Vardo in stile Ledge.

Il design caratteristico del Ledge ("davanzale") o vagone "a forma di casetta" (cotton shaped wagon) incorporava un telaio e un'area abitativa più robusti che si estendevano sulle grandi ruote posteriori del vagone. Le staffe di ottone sostenevano il telaio del carro e il tetto ad arco solido di solito alto 12 piedi (ca. tre metri e mezzo), esteso lungo la lunghezza del carro per formare portici alle due estremità e rivestito con una linguetta in pannelli scanalati. Il tetto del portico era ulteriormente supportato da staffe di ferro e le pareti erano altamente decorate con volute ornamentali e sculture lungo la lunghezza del carro.

### "Bow Top"
Basato sul design del carro Ledge, il Bow Top è significativamente più leggero e ha meno probabilità di ribaltarsi con un forte vento. Il design incorporava un piano in tela leggera, supportato da una cornice in legno: un design che ricorda le vecchie "tende bender" utilizzate dai romanichal. Sia le pareti posteriori che quelle anteriori del carro erano decorate con volute e scanalature, e il carro era dipinto di verde per essere meno evidente nei boschi. L'interno del Bow Top conteneva anche le stesse volute o ciniglia, con una stufa, un tavolo e un letto matrimoniale.
Il bow-top è comunemente pensato come coperto da un telo color verde acqua. Si dice che questa sia una tradizione iniziata prima della seconda guerra mondiale quando era disponibile solo cotone anatra.

### "Open lot"
Quasi identici per dimensioni e costruzione al carro Bow Top, gli Open lot o Yorkshire Bow presentavano lo stesso design ma con una tenda invece della porta caratteristica di altri carri. L'ingresso del carro era coperto da una tenda per la privacy.

## Decorazione e pittura

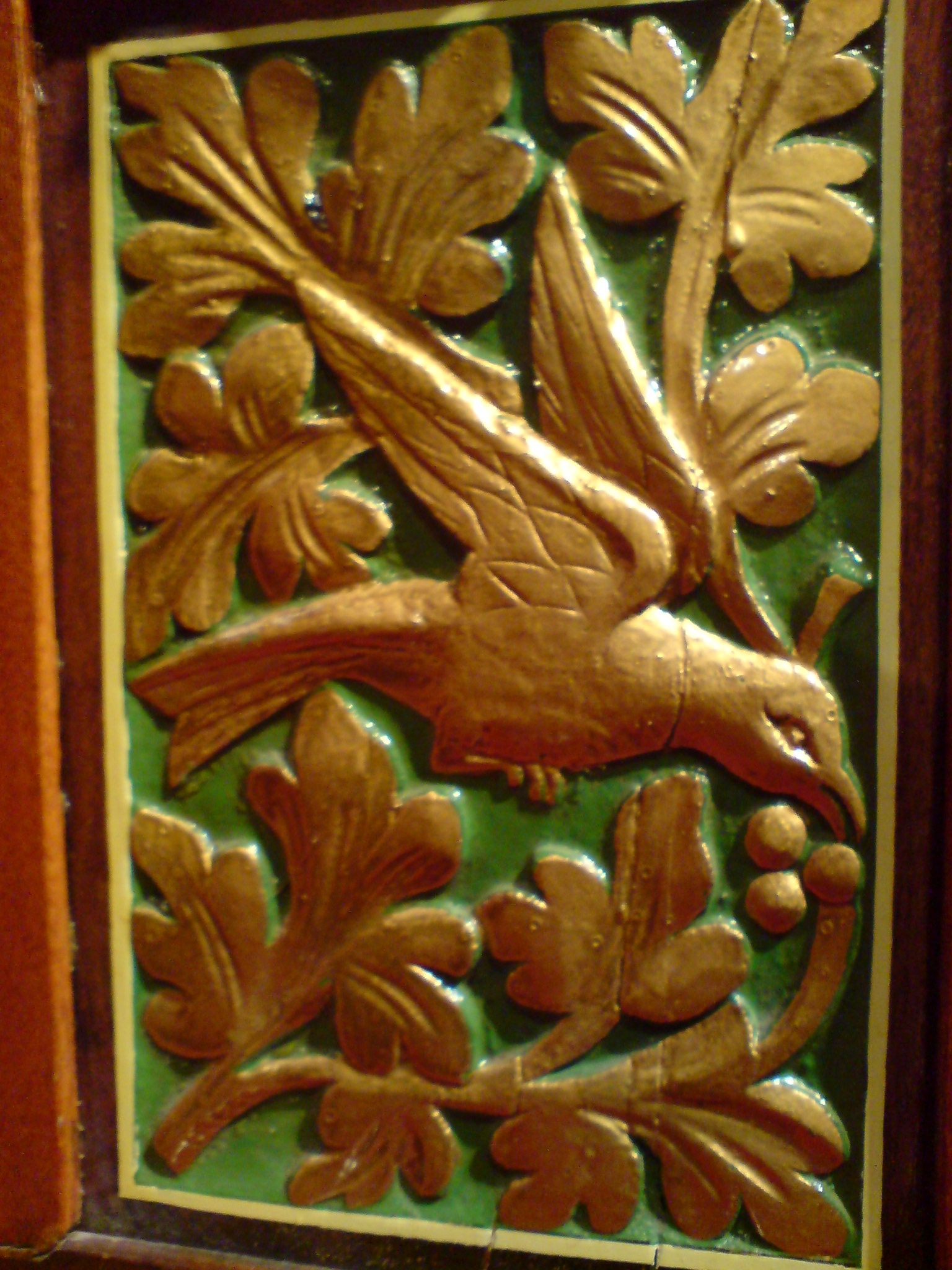
Bassorilievo della porta di un tradizionale Chiriklo (uccello). Vardo Reading, inizio del XX secolo.

I vardo erano riccamente decorati, scolpiti a mano e decorati con simboli romanì tradizionali. Esempi di famosi artisti responsabili dello sviluppo iniziale dell'arte vardo sono Jim Berry, John Pockett, Tom Stevens, Tommy Gaskin, John Pickett; decoratori contemporanei moderni che continuano a plasmare questa tradizione comprendono artisti come Yorkie Greenwood e Lol Thompson.
Gran parte della ricchezza del vardo era esposta nelle incisioni, che incorporavano aspetti dello stile di vita romanì come cavalli e cani, nonché disegni decorativi di uccelli, leoni, grifoni, fiori, viti ed elaborate decorazioni a spirale e volute. I dettagli scolpiti erano spesso risaltate con oro, o dipinto o, nei carri più costosi, tramite l'applicazione di foglie d'oro. Molti singoli realizzatori sono stati identificati dai loro design peculiari.

## Riti funebri
Il rito funebre romanì durante l'epoca dei vardo del XIX e XX secolo comprendeva la combustione del carro e degli effetti personali dopo la morte del proprietario. L'usanza richiedeva che nulla sarebbe stato venduto, sebbene alcuni possedimenti, gioielli, porcellane o soldi del defunto sarebbero stati lasciati alla famiglia. Il resto, incluso il carro, veniva distrutto.

## Uso tradizionale moderno
I viaggiatori romani degli anni '20 si aggrapparono con orgoglio ai loro vardo decorati, sebbene l'economia del loro stile di vita fosse sconvolta a causa della contrazione nel commercio dei cavalli e dei cambiamenti dei loro mestieri tradizionali. Al giorno d'oggi, i romanì hanno maggiori probabilità di vivere in roulotte. La tradizione sopravvive, soprattutto al di fuori della cultura rom. Si stima che nel 1940 solo l'1% circa dei viaggiatori romanì vivesse ancora nel tradizionale vardo trainato da cavalli.
I romanichal odierni partecipano ancora alle fiere sui cavalli, la più nota delle quali è la Appleby Horse Fair. Alcuni partecipanti alle fiere vi arrivano in modo tradizionale tramite vardo trainati da cavalli. Il fotografo americano John S. Hockensmith ha documentato un simile viaggio nel 2004, viaggiando la famiglia Harker e fotografando il viaggio di 60 miglia verso Appleby su carri "bow top".

## Altri usi
Lo scrittore britannico Roald Dahl comprò un vardo tradizionale negli anni '60 che veniva utilizzato come "casa dei giochi" per i suoi figli; più tardi usò il vardo come un ambiente per la scrittura, in cui scrisse Danny, il campione del mondo.
La Rolls-Royce Phantom V di John Lennon fu dipinta nello stile di un carro zingaro romanì dall'artista Steve Weaver del produttore di autobus privati JP Fallon Ltd.